# 伊本·莫格林

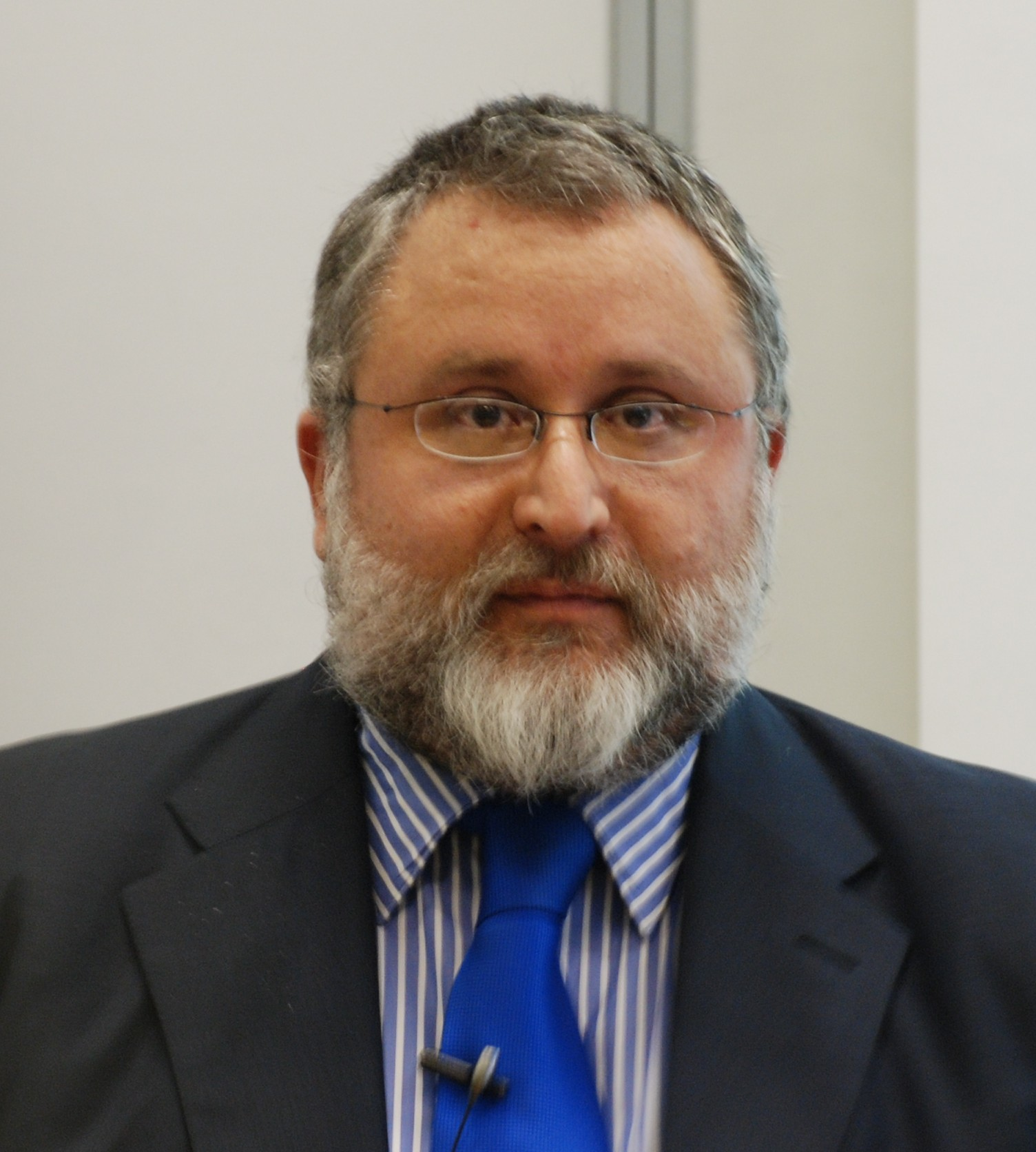
伊本·莫格林

伊本·莫格林（Eben Moglen）（1959年7月13日—），美國哥倫比亞大學法律及法律史教授、自由軟件基金會理事會成員及義務首席法律顧問、軟件自由法律中心創辦人及主席。

## 外部連結
- 莫格林在哥倫比亞大學的網頁 （页面存档备份，存于）
- Freedom Now （页面存档备份，存于） - 莫格林的網誌